# Ellezelles
Ellezelles (en picard Elziele, neerlandès Elzele) és un municipi belga de la província d'Hainaut a la regió valona. Està compost per les viles de Ellezelles, Lahamaide i Wodecq. L'1 de gener del 2024 tenia 5.971 habitants.